# 莫托文
莫托文（塞爾維亞-克羅埃西亞語發音：[mɔtɔ̌ʋuːn]）是克罗地亚伊斯特拉县的一个镇，人口约983人（2001年）。在古代，凯尔特人和伊利里亚人都在此地建造过堡垒。这个镇的名字也起源于凯尔特语的Montona，即“山上的城镇”。其中有少部分居民的母语是意大利语。帕伦扎纳铁路是1902年到1935年运行于的里雅斯特和波雷奇之间的窄轨铁路，正好从该镇的下方穿过。